# Общая лингвистика
Общее языкознание  (общая лингвистика) – раздел языкознания, занимающийся свойствами, которыми обладают все языки, чем отличается от частного языкознания, которое занимается отдельными языками.

## Предмет общего языкознания
Общее языкознание определяет общие законы организации, развития и функционирования языков. Выявление общих законов для всех языков может совершаться двумя способами:
1. Индуктивно – с помощью типологии, то есть сопоставления языков. Это позволяет выявить положения, которые верны для всех языков (абсолютные универсалии) или для большинства языков (статистические универсалии).
Например, для всех языков верным является положение, что звуки речи делятся на гласные и согласные. А для большинства языков верно, что количество гласных в языке больше двух.
2. Дедуктивно – с помощью изучения общих закономерностей функционирования языка, особенности речевых актов и текста.
Также с 50-х гг. XX века общее языкознание стало заниматься выделением структуры и языка самой лингвистической теории.

## Цели общего языкознания
Общее языкознание имеет следующие цели:
1) определение сущности и природы языка;
2) установление аспектов лингвистики, ярусов языка и наук, изучающих эти ярусы (морфология, лексикология и т.д.);
3) составление систематики языков, создание классификации языков;
4) разработка методики лингвистического анализа, систематизация и усовершенствование методов, приёмов и методик языкознания.

## Разделы общей лингвистики
Внешняя лингвистика – изучает язык как общественное явление, социальные и мыслительные функции языка.
Внутренняя лингвистика (или структурная) – изучает язык как систему.
Внутренняя лингвистика выделяет и изучает в этой системе единицы, категории, уровни и структуру.
Предметом и объектом изучения внутренней лингвистики являются отношения между единицами системы языка, языковая форма и языковое содержание.
Объектом внутренней лингвистики становятся письмо (графическая и орфографическая форма языка), звуковой строй языка (фонетика), грамматический строй языка  (грамматика), его словарный состав (лексикология).
Сравнительное языкознание (компаративистика).

### Учебники по общей лингвистике
- Баранникова Л.И. Введение в языкознание. Изд.2, доп. М., 2010.- 392 с.
- Березин Ф. М., Головин Б. Н. Общее языкознание. - М.: Просвещение, 1979.- 416 с.
- Блумфилд Л. Язык. Пер. с англ. М.: Прогресс, 1968.- 607 c.-
- Будагов Р. А. Введение в науку о языке. 3-е изд. М.: Добросвет-2000, 2003.- 544 с.
- Вендина Т.И. Введение в языкознание. М.: Высшая школа, 2001.- 288 c.- 2-е изд. М.: Высшая школа, 2008.- 392 с.
- Головин Б. Н. Введение в языкознание. 4-е изд. М.: Высшая школа, 1983.- 231 с.
- Касевич В. Б. Элементы общей лингвистики. М.: Наука, ГРВЛ, 1977.- 183 c.
- Касевич В. Б. Введение в языкознание. СПб.: Академия - СПбГУ, 2012.- 240 с.
- Кодухов В. И. Введение в языкознание. 2-е изд. М.: Просвещение, 1988.- 288 с.
- Кочергина В.А. Введение в языкознание. — 3 изд. — М.: Академический проект, 2004.- 272 с.
- Куликова И. С., Салмина Д. В. Введение в языкознание. М.: Юрайт, 2013.- 704 с.
- Лайонз Дж. Введение в теоретическую лингвистику. Пер. с англ. М.: Прогресс, 1978.-543 c.- 2-е изд. М.: УРСС, 2010.- 542 с.
- Лайонз Дж. Язык и лингвистика. Вводный курс. Пер. с англ. М.: УРСС, 2004.-317 c.- 2-е изд. М.: УРСС, 2010.- 320 с.
- Маслов Ю. С. Введение в языкознание. 2-е изд., М.: Высшая школа, 1987.- 272 с.
- Немченко В. Н. Введение в языкознание. М.: Юрайт, 2012.- 690 с.
- Норман Б.Ю. Теория языка. Вводный курс. М.: Флинта, Наука, 2004.; 2-е изд., 2009.-
- Супрун А.Е. (ред.). Общее языкознание. Под общей ред. А. Е. Супруна. Минск: Вышэйшая школа, 1983.- 456 c.-
- Перетрухин В.Н. Введение в языкознание. Белгород, 1968.- 2-е изд. М.: Либроком, 2009.- 360 с.
- Реформатский А. А. Введение в языковедение. 4-е изд. М.: Просвещение, 1967. – 542 с.
- Степанов Ю. С. Основы языкознания. М.: 1966.
- Степанов Ю. С. Основы общего языкознания. М.: 1976.
- Сусов И.П. Введение в теоретическое языкознание. Электронный учебник.- http://homepages.tversu.ru/~ips/LingFak1.htm.
- Сусов И.П. Введение в языкознание. М.: Восток - Запад, 2006.- 383 с..
- Ушаков Д. Н. Краткое введение в науку о языке. Изд.10. М.: УРСС, 2004. 152 с.
- Шайкевич A.Я. Введение в лингвистику. М.: Academia, 2005.- 400 с.
- Шор Р.О., Чемоданов Н.С. Введение в языковедение. М.: УРСС, Изд.2, доп. 2010.- 288 с.

Статьи
- Языкознание // Большая российская энциклопедия. Том 35. — М., 2017. — С. 653—656.
- Иванов Вяч. Вс. Языкознание // Лингвистический энциклопедический словарь, с. 618—623.
- Крылов С. А. Лингвистика // Энциклопедия «Кругосвет» («Россия on-line»)

### Общие проблемы языкознания
- Балли Ш. Общая лингвистика и вопросы французского языка. Пер. с фр. — М.: ИИЛ, 1955. — 416 c.
- Бодуэн де Куртенэ И. А. Избранные труды по общему языкознанию. — М.: Издательство АН СССР, 1963. — 384 с. (т. 1), 392 с. (т. 2).
- Бюлер К. Теория языка. — М.: Прогресс, 1993. — 502 c.
- Вандриес Ж. Язык. Лингвистическое введение в историю. — М.: Соцэкгиз, 1937. — 410 c.
- Гак В. Г. Языковые преобразования. — М.: Языки русской культуры, 1998. — 764 с.
- Гумбольдт В. Избранные труды по языкознанию. — М.: Прогресс, 1984. — 397 с.
- Есперсен О. Философия грамматики. Пер. с англ. — М.: ИИЛ, 1958. — 404 с.
- Звегинцев В. А. Очерки по общему языкознанию. М.: Изд. МГУ, 1962.
- Звегинцев В. А. Теоретическая и прикладная лингвистика. М.: Просвещение, 1968.
- Звегинцев В. А. Язык и лингвистическая теория. М.: Изд. МГУ, 1973.
- Звегинцев В. А. Мысли о лингвистике. М.: Изд. МГУ, 1996.
- Кацнельсон С. Д. Общее и типологическое языкознание. — М.: Наука, 1986. — 298 с.
- Крушевский Н. С. Очерк науки о языке (1883) // Крушевский Н. В. Избранные работы по языкознанию. — М.: Наследие, 1998. — Сс. 96—222.
- Маслов Ю. С. Избранные труды. Аспектология. Общее языкознание. — М.: Языки славянской культуры, 2004. — 840 с.
- Пауль Г. Принципы истории языка. Пер. с нем. — М.: ИИЛ, 1960. — 500 с.
- Поливанов Е. Д. Избранные работы. Труды по восточному и общему языкознанию. — М.: Наука, 1991. — 623 с.
- Сепир Э. Язык. — М.-Л.: Соцэкгиз, 1934. — 243 с. (Переиздание в: Сепир Э. Избранные труды по языкознанию и культурологии. Пер. с англ. — М.: Прогресс, Универс, 1993. — 655 с.)
- Сеше А. Программа и методы теоретической лингвистики. Психология языка. Пер. с фр. — М.: УРСС, 2003. — 264 с.
- Соссюр Ф. Труды по языкознанию. — М.: Прогресс, 1977. — 695 c.
- Трубецкой Н. С. Избранные труды по филологии. — М.: Прогресс, 1987. — 560 с.
- Щерба Л. В. Языковая система и речевая деятельность. — Л.: Наука, 1974. — 428 с.
- Якобсон Р. О. Избранные работы. — М.: Прогресс, 1985. — 456 с.

### Научно-популярные книги о языке
Общие вопросы
- Успенский, Лев Васильевич. Слово о словах
- Плунгян Владимир Александрович. Почему языки такие разные? М.: Русские словари, 1996. (2-е изд., испр., 2001.) — 303 с.
- Фолсом Ф. Книга о языке — М.: Прогресс, 1974. — 159 с.
- Энциклопедический словарь юного лингвиста. М.: Наука, 2006. — 544 с.
- Аксёнова М. Д. Языкознание. Русский язык — Аванта+. Детская энциклопедия т. 10 — 1999 г.

Грамматика
- Милославский И. Г. Что такое грамматика?

Лексикология
- Крысин Л. П. Жизнь слова.

Антропонимика
- Успенский, Лев Васильевич. Ты и твоё имя.

Топонимика
- Успенский, Лев Васильевич. Имя дома твоего.

Математическая лингвистика
- Крейдлин Григорий Ефимович, Шмелёв А. Д. Математика помогает лингвистике.

- Вендина Т. И. Введение в языкознание. / 2-е изд. М.: Высшая школа, 2005. — 391 c.
- Кодухов В. И. Введение в языкознание. / 2-е изд. М.: Просвещение, 1988. — 288 с.
- Лингвистический энциклопедический словарь. / Под ред. В. Н. Ярцевой. М.: Советская энциклопедия, 1990. — 685 с. [3 изд. 2002. — 536 с.]